# Woodburnia penduliflora
Woodburnia es un género monotípico de fanerógamas perteneciente a la familia  Araliaceae,  comprende una única especie: Woodburnia penduliflora Prain. Es originaria de Indochina donde se distribuye por el norte de Birmania.

## Taxonomía
Woodburnia penduliflora fue descrita por David Prain y publicado en Journal of the Asiatic Society of Bengal. Part 2. Natural History 73: 23. 1904.